# Saint-Paulet-de-Caisson
Saint-Paulet-de-Caisson – miejscowość i gmina we Francji, w regionie Oksytania, w departamencie Gard. Nazwa miejscowości pochodzi od imienia św. Pawła.
Według danych na rok 1990 gminę zamieszkiwało 1431 osób, a gęstość zaludnienia wynosiła 85 osób/km² (wśród 1545 gmin Langwedocji-Roussillon Saint-Paulet-de-Caisson plasuje się na 259. miejscu pod względem liczby ludności, natomiast pod względem powierzchni na miejscu 473.).